# Балтажі Ольга Семенівна
Ольга Семенівна Балтажі (уродж. Хазанович; нар. 28 квітня 1970, Запоріжжя, Україна) — українська шашкістка. Чемпіонка Європи 2014 року з міжнародних шашок, чемпіонка Європи у складі жіночої збірної України (2013). Чемпіонка світу 2015 (бліц), призер чемпіонатів світу (1999 (бліц), 2001, 2003), Європи (2000, 2002, 2 008 (бліц)), багаторазова чемпіонка України (1995, 1996, 1998, 2008, 2010, 2011), неодноразовий призер чемпіонатів Європи у складі команди «Дніпроспецсталь». Гросмейстер України (1997), міжнародний гросмейстер серед жінок (2002), заслужений майстер спорту України (2004), майстер ФМЖД серед чоловіків.
Тренується у Яценка А., Балтажі К., перший тренер В. Л. Курбатов.
З 2008 року живе в Івано-Франківську. Чоловік — міжнародний арбітр і віце-президент федерації шашок України Костянтин Балтажі.

## Спорт
Шашками стала займатися в 1984 році в обласному шахово-шашковому клубі у тренера Віктора Львовича Курбатова. З ним Ольга досягла перших спортивних результатів: чемпіонка СРСР серед дівчат, призер Чемпіонату СРСР серед жінок, переможниця Кубка СРСР.
Встановила рекорд України за кількістю дощок на сеансі одночасної гри — 100 (11 травня 2013)
У 1994 закінчила економічний факультет Запорізького державного університету.
У 2014 році стала чемпіонкою Європи.
У 2015 році на чемпіонаті світу зайняла 10-е місце. На чемпіонаті світу 2015 в бліці посіла перше місце.
У 2017 році стала срібним призером чемпіонату світу з шашок-100, що проходив у Туреччині.

## Державні нагороди
- Орден княгині Ольги III ст. (20 жовтня 2015) — за досягнення високих спортивних результатів, піднесення міжнародного авторитету Української держави[5][6]